# Барелви, Сайид Ахмад
Саид Ахмад Барелви (28 ноября 1786, Барели — 6 мая 1831, Балакот) — один из идеологов и предводителей революционного движения мусульман Северной Индии. Основатель религиозно-реформаторского движения «Путь пророка Мухаммада» (тарика-и Мухаммадийа) и «Братства борцов за веру» (Джамаат-и муджахидин).
Саид Ахмад Барелви призывал к борьбе против «неверных» (английских колонизаторов), а в 1817—1818 в качестве воина участвовал в антиколониальной борьбе правителя княжества Индур. Он проповедовал социальное равенство и выступал за восстановление чистоты ислама.

## Биография
Побывав в Афганистане, Саид Ахмад поднял знамя джихада против сикхов. В 1826 он вместе со своими сторонниками прибыл в Пешавар. Ему удалось объединить пуштунские племена и успешно противостоять армии сикхов. Созданное им государство жило по законам шариата. В 1830 году Саид Ахмад попытался взыскать с населения налог ушр (10 % с урожая) чем вызвал недовольство местной знати, которая объединилась против него. В конце 1830 года прошли восстания против сторонников Барелви и они были вынуждены уйти в горы. В 1831 году в Балакоте Саид Ахмад Барелви был убит сикхами.

## Взгляды
Саид Ахмад Барелви побывал в Мекке. Там он ознакомился с положениями учения Мухаммада ибн Абдул-Ваххаба и проникся учением салафизма. В английской литературе основанное Барелви движение «Путь пророка Мухаммада» иногда называется ваххабитским. В отличие от саудовских ваххабитов Саид Ахмад Барелви не отвергал суфизм, а вместе с ним и веру в заступничество святых.